# 国鉄ワム21000形貨車
国鉄ワム21000形貨車（こくてつワム21000がたかしゃ）は、日本国有鉄道の前身である鉄道省が製作した15 t 積み鋼製二軸貨車（有蓋車）である。

## 概要
1928年に製造されたワム20000形は国鉄最初の鋼製有蓋車であったが、鉄側有蓋車スム1形の外板に木製の内張りを直接張った構造であったため断熱性が劣り、米などの輸送には不十分であった。これを改善するため、車体構造の改良と容積の拡大を行った15 t 積み鋼製有蓋車として1929年（昭和4年）にワム21000形が登場した。

### 製造
1929年（昭和4年）に600両、翌1930年（昭和5年）に400両、合計1,000両が、汽車製造（支店）、日本車輌製造（本店・支店）、川崎車輌、新潟鐵工所、九州車輌の5社で製造された。番号はワム21000 - ワム21999で、欠番はないが、後年、同一番号で2両存在している二車現存車が発見され、一方をワム22000に改番している。
しかし、折からの世界恐慌による貨物輸送量減少により、1930年以降しばらくは本形式に準じた構造の10 t積の小型有蓋車ワ22000形が製造されることとなった。

### 構造
車体はワム20000形の構造を根本的に改め、断熱性向上のため鋼製の外板と木製の内張りの間に側柱と断熱空気層の空間を設けた「二重羽目構造」が初めて採用された。
二重羽目構造の採用による車内容積の減少を防ぐため、車体幅がワム20000形の2,370mmから2,475mmに拡大された。また、荷扱用の戸口幅が1,370mmから1,700mmに拡大された。外観上は引戸に「X型」の補強材が取付けられているのが本形式の特徴にもなっていた。
本形式で確立された車体の基本構造は、以後のワム23000形、ワム90000形などに引継がれた（戦時型で木造に戻ったワム50000形を除く）。

### 中国大陸への供出車
1938年（昭和13年）から1939年（昭和14年）にかけて、陸軍の要請により9両が中国に送られたが、その後の消息は不明である。内訳は北支方面に5両（標準軌に改軌）、山西方面に4両（1,000mm軌間に改軌）である。

### 2段リンク化改造
1968年（昭和43年）10月ダイヤ改正を前に1967年（昭和42年）から1968年（昭和43年）にかけて、648両が延命工事と 12 t 長軸を使用した一段リンク式の走行装置を二段リンク式に改造した。これにより最高速度が65 km/hから75 km/hに引き上げられた。

### 廃車
その後に製造されたワム23000形などとともに、標準型の15 t 積み有蓋車として使用されたが、1970年代半ばから本格的な廃車が始まり、1984年（昭和59年）までに全車が廃車となった。